# الدوري الإنجليزي لكرة القدم 1908–09
الدوري الإنجليزي لكرة القدم 1908–09 (بالإنجليزية: 1908–09 Football League)‏ هو موسم من دوري كرة القدم الإنجليزي. فاز فيه نيوكاسل يونايتد.